# Jimmy Brownlie
Pour les articles homonymes, voir Brownlie.
James Brownlie, couramment appelé Jimmy Brownlie, est un footballeur international puis entraîneur écossais, né le 15 mai 1885 à Blantyre (South Lanarkshire) et mort le 29 décembre 1973 à Dundee. Il évolue au poste de gardien de but et ne connaît que deux clubs, d'abord Third Lanark, puis Dundee United qu'il entraîne également.
Il compte 16 sélections en équipe d'Écosse.

## Biographie

### Carrière en club
Natif de Blantyre (South Lanarkshire), il passe la quasi-totalité de sa carrière de joueur à Third Lanark avant d'être transféré en tant que joueur-entraîneur à Dundee Hibernian en mai 1923, qui est renommé Dundee United peu après.
Il joue la fin de la saison 1922-23, puis la suivante, avant de se concentrer sur sa fonction d'entraîneur. Il joue toutefois un dernier match en 1926 à plus de 40 ans, pour pallier l'absence des autres gardiens.
Dorénavant uniquement entraîneur, il remporte le titre de champion de Division 2 écossaise à deux occasions, en 1925 et 1929, avant de quitter le club en avril 1931. Il revient aux commandes du club en 1934, alors que celui-ci connaît une très mauvaise passe, et arrive à redresser la situation avant de partir de nouveau en octobre 1936. Il revient une troisième fois en 1938 pour diriger le club une année de plus, en partenariat avec Sam Irving (en), les deux hommes étant à la fois entraîneurs et présidents du club. 

### Carrière internationale
Jimmy Brownlie a connu seize sélections pour l'équipe d'Écosse. Il joue son premier match le 15 mars 1909, pour une victoire 5-0, à l'Ibrox Park de Glasgow, contre l'Irlande en British Home Championship. Il connaît sa dernière sélection le 4 avril 1914, pour une victoire 3-1, à l'Hampden Park de Glasgow, contre l'Angleterre en British Home Championship.
Il participe à 16 des 17 derniers matches de l'équipe d'Écosse avant la Première Guerre mondiale et prend part à tous les British Home Championships de 1909 à 1914.

## Palmarès

### Comme entraîneur
- Dundee United :
  - Champion de D2 écossaise en 1924-25 et 1928-29